# Сакаи (пролив)
Сакаи (яп. 境水道 сакаи-суйдо:) — пролив между полуостровами Симане (префектура Симане) и Юмигахама (префектура Тоттори) на острове Хонсю, соединяет озеро Накауми и Японское море (залив Михо-ван). Старое название пролива — Накаэносето (яп. 中江瀬戸 накаэносэто).
Длина пролива около 7 км, ширина составляет 200—600 м, глубина — 7-9 м.
В анналах «Идзумо фудоки» упоминается как Тоноэносаки (яп. 戸江剗).
С 1972 года пролив пересекает мост Сакаи-суйдо-охаси длиной в 1714 м.
Пролив является частью речной системы Хии. На южном берегу пролива лежит город Сакаиминато.